# Adolphe-Eugène Bandelier
Pour les articles homonymes, voir Bandelier.
Adolphe-Eugène Bandelier né le 18 août 1812 à Sornetan et mort le 10 février 1897 à Berne, est un homme politique et homme d'affaires suisse, qui a fait carrière aux États-Unis.

## Biographie
Fils d'un directeur des postes à Sornetan, cadet d'une famille de quatre enfants, Adolphe-Eugène Bandelier étudie le droit à Lausanne et à Berne. Il épouse en 1838 Marie-Anne Senn Ritter, veuve d'un architecte bernois. Devenu avocat, il travaille dans l'administration judiciaire bernoise puis, en 1844, est élu conseiller d'État, responsable du département des finances. Mais le canton de Berne se dote d'une nouvelle constitution radicale en 1846 et ses opinions conservatrices lui valent d'être écarté du pouvoir lors d'élections ayant lieu la même année. Il se cherche alors une nouvelle carrière hors de Suisse.
En compagnie d'un ami, Jean Balsiger, il se rend en 1847 au Brésil et s'enfonce dans les terres à la recherche d'une propriété qui lui permettrait de faire fortune. Toutefois, la mise de fonds exigée est importante, en raison, détaille-t-il, de la valeur des « nègres » indispensables au bon fonctionnement du domaine. En raison du coût de la main-d’œuvre, sujet sur lequel Bandelier, fournit, sans considérations humanistes, maintes informations, les deux amis abandonnent le projet brésilien pour se tourner vers les États-Unis d'Amérique.
Ils arrivent à La Nouvelle-Orléans en janvier 1848 puis, remontant le cours du Mississippi, s'installent à Highland dans l'Illinois. Bandelier acquiert une propriété de 16 hectares et, parallèlement à ses activités agricoles, s'engage dans le monde des affaires, créant en 1854, avec deux associés, la F. Ryhiner and Company Bank. En 1851, lorsque le Conseil fédéral décide d'ouvrir un consulat pour les États du Missouri et de l'Illinois, Bandelier est nommé à ce poste, qu'il occupe jusqu'en 1856. Continuant à développer ses affaires, il jouit d'une belle fortune, mais en 1885 sa banque fait faillite et Bandelier disparaît, en emportant du numéraire. Réfugié d'abord au Venezuela, il revient en 1888 au Nouveau-Mexique, à Santa Fe, rejoindre son fils Adolphe-François et sa belle fille qui s'y sont établis. Très affaibli, il rentre en Suisse en 1896 et meurt l'année suivante.